# Gold Country
Gold Country (ou Mother Lode Country) est une région située au nord-est de l’État de Californie, aux États-Unis. Elle est connue pour ses mines d'or qui attirèrent des vagues d'immigrants, connus sous le nom de 49ers, lors de la ruée vers l'or californienne.

## Villes principales

### Comté d'Amador
- Jackson
- Sutter Creek

### Comté de Calaveras
- Angels Camp
- Mariposa
- Murphys

### Comté de Tuolumne
- Columbia
- Sonora
- Groveland-Big Oak Flat